# Lijst van voetbalinterlands Ierland - Italië
Deze lijst van voetbalinterlands is een overzicht van alle officiële voetbalwedstrijden tussen de nationale teams van Ierland en Italië. De landen speelden tot op heden veertien keer tegen elkaar. De eerste ontmoeting, een vriendschappelijke wedstrijd, werd gespeeld in Turijn op 21 maart 1926. Het laatste duel, een groepswedstrijd tijdens het Europees kampioenschap voetbal 2016, vond plaats op 22 juni 2016 in Lille (Frankrijk).

## Wedstrijden
| №  | Plaats          | Datum            | Competitie           | Wedstrijd                | Uitslag |
| -- | --------------- | ---------------- | -------------------- | ------------------------ | ------- |
| 1  | Turijn          | 21 maart 1926    | Vriendschappelijk    | Italië – Ierse Vrijstaat | 3 – 0   |
| 2  | Florence        | 8 december 1970  | EK 1972 kwalificatie | Italië – Ierland         | 3 – 0   |
| 3  | Dublin          | 10 mei 1971      | EK 1972 kwalificatie | Ierland – Italië         | 1 – 2   |
| 4  | Dublin          | 5 februari 1985  | Vriendschappelijk    | Ierland – Italië         | 1 – 2   |
| 5  | Rome            | 30 juni 1990     | WK 1990              | Italië – Ierland         | 1 – 0   |
| 6  | Boston          | 4 juni 1992      | Vriendschappelijk    | Italië – Ierland         | 2 – 0   |
| 7  | East Rutherford | 18 juni 1994     | WK 1994              | Italië – Ierland         | 0 – 1   |
| 8  | Dublin          | 17 augustus 2005 | Vriendschappelijk    | Ierland – Italië         | 1 – 2   |
| 9  | Bari            | 1 april 2009     | WK 2010 kwalificatie | Italië – Ierland         | 1 – 1   |
| 10 | Dublin          | 10 oktober 2009  | WK 2010 kwalificatie | Ierland – Italië         | 2 – 2   |
| 11 | Luik            | 7 juni 2011      | Vriendschappelijk    | Italië – Ierland         | 0 – 2   |
| 12 | Poznań          | 18 juni 2012     | EK 2012              | Italië – Ierland         | 2 – 0   |
| 13 | Londen          | 31 mei 2014      | Vriendschappelijk    | Italië – Ierland         | 0 – 0   |
| 14 | Lille           | 22 juni 2016     | EK 2016              | Italië – Ierland         | 0 – 1   |

## Samenvatting
| Competitie        | Totaal gespeeld | Winst Ierland | Gelijk | Winst Italië | Doelsaldo Ierland – Italië |
| ----------------- | --------------- | ------------- | ------ | ------------ | -------------------------- |
| WK-eindronde      | 2               | 1             | 0      | 1            | 1 − 1                      |
| WK-kwalificatie   | 2               | 0             | 2      | 0            | 3 − 3                      |
| EK-eindronde      | 2               | 1             | 0      | 1            | 1 − 2                      |
| EK-kwalificatie   | 2               | 0             | 0      | 2            | 1 − 5                      |
| Vriendschappelijk | 6               | 1             | 1      | 4            | 4 − 9                      |
| Totaal            | 14              | 3             | 3      | 8            | 10 − 20                    |

## Details

### Negende ontmoeting
| WK 2010 kwalificatie (Bari, Italië, 1 april 2009): |       |                  |
| Italië                                             | 1 – 1 | Ierland          |
| Vincenzo Iaquinta 11'                              | goals | 88' Robbie Keane |

### Tiende ontmoeting
| WK 2010 kwalificatie (Dublin, Ierland, 10 oktober 2009): |       |                                            |
| Ierland                                                  | 2 – 2 | Italië                                     |
| Glenn Whelan 8' Sean St Ledger 87'                       | goals | 26' Mauro Camoranesi 90' Alberto Gilardino |
| - Debuut van Salvatore Bocchetti (Genoa) voor Italië.    |       |                                            |

### Twaalfde ontmoeting
| EK 2012 (Poznań, Polen, 18 juni 2012): |              | |
| Italië | 2 – 0        | Ierland |
| Antonio Cassano 35' Mario Balotelli 90' | goals        | |
| Cesare Prandelli | bondscoach   | Giovanni Trapattoni |
| Gianluigi Buffon Ignazio Abate Andrea Barzagli Giorgio Chiellini 57' Federico Balzaretti Claudio Marchisio Andrea Pirlo Thiago Motta Daniele De Rossi Antonio Di Natale 75' Antonio Cassano 63' | opstellingen | Shay Given John O'Shea Richard Dunne Sean St Ledger Stephen Ward 65' Aiden McGeady Glenn Whelan Keith Andrews Damien Duff 86' Robbie Keane 76' Kevin Doyle |
| Leonardo Bonucci 57' Alessandro Diamanti 63' Mario Balotelli 75' | wissels      | 65' Shane Long 76' Jonathan Walters 86' Simon Cox |
| Federico Balzaretti 28' Daniele De Rossi 71' Gianluigi Buffon 73' | gele kaarten | 39' John O'Shea 84' Sean St Ledger |
| | rode kaarten | 37', 89' Keith Andrews |

### Dertiende ontmoeting
| Vriendschappelijk (Londen, Verenigd Koninkrijk, 31 mei 2014): |       |         |
| Italië                                                        | 0 – 0 | Ierland |
|                                                               | goals |         |
| - Debuut van Matteo Darmian (Torino FC) voor Italië.          |       |         |

### Veertiende ontmoeting
| EK 2016 (Villeneuve-d'Ascq, Frankrijk, 22 juni 2016): |       |                  |
| Italië                                                | 0 – 1 | Ierland          |
|                                                       | goals | 85' Robbie Brady |

FAI · A-internationals · Bondscoaches · Statistieken · Iers vrouwenelftal · Olympisch elftal · Ierland U21 · Ierland U20 · Ierland U19 · Ierland U18 · Ierland U17 · Ierland U16 · Vrouwen U17
1924 – 1929 ·
1930 – 1939 ·
1940 – 1949 ·
1950 – 1959 ·
1960 – 1969 ·
1970 – 1979 ·
1980 – 1989 ·
1990 – 1999 ·
2000 – 2009 ·
2010 – 2019 ·
2020 − 2029
EK 1988 · 
EK 2012 · 
EK 2016
WK 1990 · 
WK 1994 · 
WK 2002
1924 · 
1925 · 
1926 · 
1927 · 
1928 · 
1929 · 
1930 · 
1931 · 
1932 · 
1933 · 
1934 · 
1935 · 
1936 · 
1937 · 
1938 · 
1939 · 
1940 · 1941 · 1942 · 1943 · 1944 · 1945 · 
1946 · 
1947 · 
1948 · 
1949 · 
1950 · 
1951 · 
1952 · 
1953 · 
1954 · 
1955 · 
1956 · 
1957 · 
1958 · 
1959 · 
1960 · 
1961 · 
1962 · 
1963 · 
1964 · 
1965 · 
1966 · 
1967 · 
1968 · 
1969 · 
1970 · 
1971 · 
1972 · 
1973 · 
1974 · 
1975 · 
1976 · 
1977 · 
1978 · 
1979 · 
1980 · 
1981 · 
1982 · 
1983 · 
1984 · 
1985 · 
1986 · 
1987 · 
1988 · 
1989 · 
1990 · 
1991 · 
1992 · 
1993 · 
1994 · 
1995 · 
1996 · 
1997 · 
1998 · 
1999 · 
2000 · 
2001 · 
2002 · 
2003 · 
2004 · 
2005 · 
2006 · 
2007 · 
2008 · 
2009 · 
2010 · 
2011 · 
2012 · 
2013 · 
2014 · 
2015 ·
2016 ·
2017 ·
2018 ·
2019 ·
2020 ·
2021
Albanië ·
Algerije ·
Andorra ·
Argentinië ·
Armenië ·
Australië ·
Azerbeidzjan ·
België ·
Bolivia ·
Bosnië en Herzegovina ·
Brazilië ·
Bulgarije ·
Canada ·
Chili ·
China ·
Colombia ·
Costa Rica ·
Cyprus ·
Denemarken ·
Duitsland ·
Ecuador ·
Egypte ·
Engeland ·
Estland ·
Faeröer ·
Finland ·
Frankrijk ·
Georgië ·
Gibraltar ·
Griekenland ·
Hongarije ·
IJsland ·
Iran ·
Israël ·
Italië ·
Jamaica ·
Joegoslavië ·
Kameroen ·
Kazachstan ·
Kroatië ·
Letland ·
Liechtenstein ·
Litouwen ·
Luxemburg ·
Malta ·
Marokko ·
Mexico ·
Moldavië ·
Montenegro ·
Nederland ·
Nieuw-Zeeland ·
Nigeria ·
Noord-Ierland ·
Noord-Macedonië ·
Noorwegen ·
Oekraïne ·
Oman ·
Oostenrijk ·
Paraguay ·
Polen ·
Portugal ·
Qatar ·
Roemenië ·
Rusland ·
San Marino ·
Saoedi-Arabië ·
Schotland ·
Servië ·
Slowakije ·
Sovjet-Unie ·
Spanje ·
Trinidad en Tobago ·
Tsjechië ·
Tsjecho-Slowakije ·
Tunesië ·
Turkije ·
Uruguay ·
Verenigde Staten ·
Wales ·
Wit-Rusland ·
Zuid-Afrika ·
Zweden ·
Zwitserland
België (2016) · 
Italië (2012) · 
Kroatië (2012) · 
Spanje (2012) · 
Zweden (2016)
FIGC · A-internationals · Selecties · Bondscoaches · Italiaans vrouwenelftal · Olympisch elftal · Italië U21 · Italië U20 · Italië U19 · Italië U18 · Italië U17 · Italië U16 · Vrouwen U17
1910 – 1919 ·
1920 – 1929 ·
1930 – 1939 ·
1940 – 1949 ·
1950 – 1959 ·
1960 – 1969 ·
1970 – 1979 ·
1980 – 1989 ·
1990 – 1999 ·
2000 – 2009 ·
2010 – 2019 ·
2020 − 2029
EK's: 1968 · 
1980 · 
1988 · 
1996 · 
2000 · 
2004 · 
2008 · 
2012 · 
2016 ·
2020 ·
2024
WK's: 1934 · 
1938 · 
1950 · 
1954 · 
1962 · 
1966 · 
1970 · 
1974 · 
1978 · 
1982 · 
1986 · 
1990 · 
1994 · 
1998 · 
2002 · 
2006 · 
2010 · 
2014
OS: 1912 · 
1920 · 
1924 · 
1928 · 
1936 · 
1948 · 
1952 · 
1960 · 
1984 · 
1988 · 
1992 · 
1996 · 
2000 · 
2004 · 
2008
1911 · 
1912 · 
1913 · 
1914 · 
1915 · 
1916 · 1917 · 1918 · 1919 · 
1920 · 
1921 · 
1922 · 
1923 · 
1924 · 
1925 · 
1926 · 
1927 · 
1928 · 
1929 · 
1930 · 
1931 · 
1932 · 
1933 · 
1934 · 
1935 · 
1936 · 
1937 · 
1938 · 
1939 · 
1940 · 
1941 · 
1942 · 
1943 · 1944 · 
1945 · 
1946 · 
1947 · 
1948 · 
1949 · 
1950 · 
1952 · 
1952 · 
1953 · 
1954 · 
1955 · 
1956 · 
1957 · 
1958 · 
1959 · 
1960 · 
1961 · 
1962 · 
1963 · 
1964 · 
1965 · 
1966 · 
1967 · 
1968 · 
1969 · 
1970 · 
1971 · 
1972 · 
1973 · 
1974 · 
1975 · 
1976 · 
1977 · 
1978 · 
1979 · 
1980 · 
1981 · 
1982 · 
1983 · 
1984 · 
1985 · 
1986 · 
1987 · 
1988 · 
1989 · 
1990 ·
1991 · 
1992 · 
1993 · 
1994 · 
1995 · 
1996 · 
1997 · 
1998 · 
1999 · 
2000 · 
2001 · 
2002 · 
2003 · 
2004 · 
2005 · 
2006 · 
2007 · 
2008 · 
2009 · 
2010 · 
2011 · 
2012 · 
2013 · 
2014 · 
2015 · 
2016 · 
2017 ·
2018 ·
2019 ·
2020 ·
2021 ·
2022 ·
2023 ·
2024
Albanië ·
Algerije ·
Argentinië ·
Armenië ·
Australië ·
Azerbeidzjan ·
België ·
Bosnië en Herzegovina ·
Brazilië ·
Bulgarije ·
Canada ·
Chili ·
China ·
Costa Rica ·
Cyprus ·
DDR ·
Denemarken ·
Duitsland ·
Ecuador ·
Egypte ·
Engeland ·
Estland ·
Faeröer ·
Finland ·
Frankrijk ·
Georgië ·
Ghana ·
Griekenland ·
Haïti ·
Hongarije ·
Ierland ·
IJsland ·
Israël ·
Ivoorkust ·
Japan ·
Joegoslavië ·
Kameroen ·
Kroatië ·
Liechtenstein · 
Litouwen ·
Luxemburg ·
Malta ·
Marokko ·
Mexico ·
Moldavië ·
Montenegro ·
Nederland ·
Nieuw-Zeeland ·
Nigeria ·
Noord-Ierland ·
Noord-Korea ·
Noord-Macedonië ·
Noorwegen ·
Oekraïne ·
Oostenrijk ·
Paraguay ·
Peru ·
Polen ·
Portugal ·
Roemenië ·
Rusland ·
San Marino ·
Saoedi-Arabië ·
Schotland ·
Servië ·
Servië en Montenegro ·
Slovenië ·
Slowakije ·
Sovjet-Unie ·
Spanje ·
Tsjechië ·
Tsjecho-Slowakije ·
Tunesië ·
Turkije ·
Uruguay ·
Venezuela ·
Verenigde Staten ·
Wales ·
Wit-Rusland ·
Zuid-Afrika ·
Zuid-Korea ·
Zweden ·
Zwitserland
Argentinië (1982) · 
Australië (2006) · 
België (2016) · 
België (2021) · 
Brazilië (1970) · 
Brazilië (1982) · 
Brazilië (1994) · 
Costa Rica (2014) · 
Duitsland (2006) · 
Duitsland (2012) · 
Engeland (2012) ·
Engeland (2014) ·
Engeland (2021) ·
Frankrijk (2000) · 
Frankrijk (2006) · 
Frankrijk (2008) · 
Ghana (2006) · 
Hongarije (1938) · 
Ierland (2012) · 
Joegoslavië (1968) · 
Kameroen (1982) · 
Kroatië (2012) · 
Nederland (2008) · 
Nieuw-Zeeland (2010) · 
Oekraïne (2006) · 
Oostenrijk (2021) · 
Paraguay (2010) · 
Peru (1982) · 
Polen (1982, 1) · 
Polen (1982, 2) · 
Roemenië (2008) · 
Spanje (2008) ·
Spanje (2012, 1) ·
Spanje (2012, 2) ·
Spanje (2016) ·
Spanje (2021) ·
Tsjechië (2006) · 
Turkije (2021) · 
Uruguay (2014) · 
Verenigde Staten (2006) · 
Wales (2021) · 
West-Duitsland (1982) · 
Zweden (2016) · 
Zwitserland (2021)